# Wachttoren (Rožňava)
De Wachttoren (Slowaaks: Strážna veža) is een uitkijktoren in het midden van het Mijnwerkersplein (Slowaaks: Námestie banikov) in Rožňava. Het bouwwerk maakt deel uit van het beschermd cultureel erfgoed van Slowakije.

## Geschiedenis

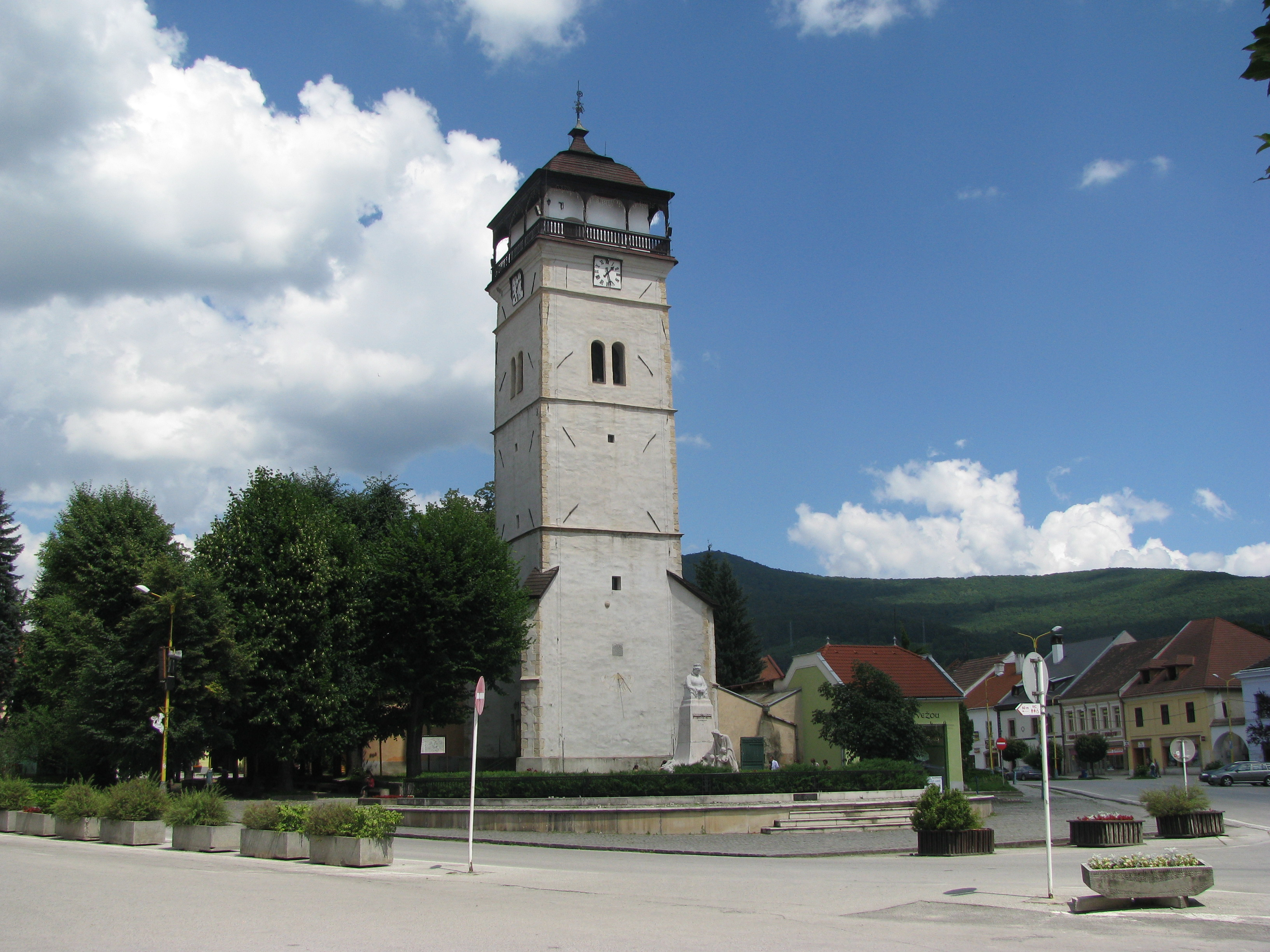
De wachttoren op het Mijnwerkersplein.

De toren werd opgetrokken in de 17e eeuw en is 38 meter hoog. Hij maakte aanvankelijk deel uit van het toenmalige stadhuis.
De bouw van de toren als beschermingmiddel tegen Ottomaanse invasies begon in 1643 onder burgemeester Martin Weiszer. De constructie werd voltooid in 1654, nadat burgemeester Matej Bakoš een bouwmeester uit Spiš, met name Juraj Gerscheuer in Rožňava uitnodigde.
Aan de zuidkant van de toren werd een gedenkplaat aangebracht, met erop de namen van beide burgemeesters, de bouwdatum en het stadswapen.
Men plaatste eveneens een herdenkingsbord waarop alle gebeurtenissen van de episode 1643-1654 gedetailleerd vermeld werden. Boven het bord werd een Turkse stenen kanonskogel bevestigd.
Op de achtste verdieping van de toren is een kleine kamer voor een bewaker die daar goed zicht had in alle richtingen.
Deze uitkijkkamer verging in 1766 ten gevolge van een brand. Bij de herstelling plaatste men het huidige barokke leistenen dak.
Vlak bij de uitkijkkamer is een nog steeds in gebruik zijnd uurwerk zichtbaar. Deze uurwijzer staat bekend als de meest nauwkeurige van het koninkrijk Hongarije.
In 1997 werd de toren gerestaureerd en als uitkijkpunt opengesteld voor toeristen. Twintig jaar later, van september tot december 2016, werd hij opnieuw gerenoveerd.

## Klokken
Oorspronkelijk waren er drie klokken, doch er is anno 2021 slechts één bewaard gebleven.
De klok met een diameter van 90 centimeter en een gewicht van circa 550 kilogram werd in 1934 gegoten door klokkengieter Buchner.
- Inscriptie:

MESTO ROŽŇAVA ROZSNYÓ VÁROS - ÖNTÖTTE BUCHNER BÉLA KOŠICE 1934.

Vertaling: STAD ROŽNAVA - GEGOTEN DOOR BUCHNER IN KOŠICE 1934.